# 西貝莜麺村
西貝莜麺村（シーベイヨウミエンツン、中国語: 西贝莜面村; 拼音: xībèi yóumiàncūn）は、中国の北西料理チェーン企業である。西貝莜麺村は、1988年に内モンゴルのバヤンノール市臨河区で「黄土坡風味」という小さな飲食店を開業したのが始まりである。1993年に、西貝餐飲有限責任公司（西貝飲食有限責任公司）が設立された。
西貝莜麺村は、北京市六里橋で初めて「西貝莜麺村」という名前で店舗を開き、その後、ブランドの拡大を始めた。2010年から2013年にかけて、西貝莜麺村は複数回の名称変更を経て、「西貝西北民間菜」、「西貝西北菜」、「西貝烹羊専家」と改名したが、最終的に「西貝莜麺村」の名称にした。
2020年7月16日現在、中国全土で379店舗を展開しており、25の省と58の都市に店舗がある。また、西貝莜面村は2015年からファーストフード事業にも進出したが、何度かの失敗の後、2020年5月に一時的にファーストフードプロジェクトを中止した。